# Бобровичи (Гомельская область)
Бобровичи (бел. Бабровічы) — деревня в Горочичском сельсовете Калинковичского района Гомельской области Беларуси.

## География
В 14 км на север от Калинкович, 4 км от железнодорожной станции Горочичи (на линии Жлобин — Калинковичи), 136 км от Гомеля.
На западе канава Ненач.

## История
По письменным источникам известна с XVI века как селение в Минском воеводстве Великого княжества Литовского, шляхетская собственность. В 1560 году упоминается в «Акте ревизии Мозырского уезда». Под 1774 год обозначена в документах о границах деревни с соседними селениями. В 1778 году 10 дымов, в Калинковичском церковном приходе. Имелась часовня Святой Троицы.
После 2-го раздела Речи Посполитой (1793 год) в составе Российской империи. В 1795 году деревни Бобровичи и Старые Бобровичи. Под 1811 год обозначена как деревня во владении Аскерко. В 1850 году собственность казны. Согласно переписи 1897 года в деревне Бобровичи-Кулыбы действовали хлебозапасный магазин, ветряная мельница, деревня Бобровичи-Мухи и усадьба с конной мельницей. В 1908 году в Домановичской волости Речицкого уезда деревни Кулыбы и Мухи. Позже эти деревни сложили один населённый пункт — деревню Бобровичи.
В 1928 году организован колхоз «Культура», действовали кузница и ветряная мельница, начальная школа (в 1935 году 109 учеников). Во время Великой Отечественной войны каратели расстреляли 70 жителей. В боях около деревни в начале 1944 года погибли 132 советских солдата и партизана (похоронены в братской могиле в центре деревни). Освобождена 12 января 1944 года частями  75-й гвардейской стрелковой дивизии , 125 жителей погибли на фронте. Согласно переписи 1959 года в составе совхоза «Калинковичский» (центр — деревня Горочичи). Расположены подсобное хозяйство районного объединения предприятий общественного питания, завод по глубокой переработки древесины, средняя школа, библиотека, больница, фельдшерско-акушерский пункт, отделение связи, детский сад, 6 магазинов.

## Население
- 1778 год — 10 домов.
- 1795 год — в деревне Бобровичи 16 дворов; в деревне Старые Бобровичи 20 дворов.
- 1834 год — 19 дворов.
- 1850 год — 26 дворов, 180 жителей.
- 1897 год — в деревне Бобровичи-Кулыбы 32 двора, 189 жителей; в деревне Бобровичи-Мухи 31 двор, 208 жителей (согласно переписи).
- 1908 год — в деревне Кулыбы 52 двора, 294 жителя и в деревне Мухи 45 дворов 285 жителей.
- 1959 год — 1751 житель (согласно переписи).
- 2004 год — 998 хозяйств, 2338 жителей.

## Транспортная сеть
Транспортные связи по просёлочной, затем автомобильной дороге Гомель — Лунинец. Планировка состоит из длинной прямолинейной улицы, ориентированной с юго-востока на северо-запад и застроенной двусторонне кирпичными и деревянными строениями.